# Alexandra Botezat
Alexandra Botezat (Brăila, 3 agosto 1998) è una pallavolista italiana, di origine romena, centrale del Talmassons.

## Biografia
Nata in Romania, si trasferisce insieme alla famiglia a Resana nel 2004.

## Carriera

### Club
Muove i primi passi nelle giovanili del Giorgione dal 2010. Inizia la carriera da professionista nella stagione 2013-14, quando gioca per il Bruel Bassano, in Serie B1, per poi approdare nella stagione seguente alla squadra federale del Club Italia, in Serie A2, con cui esordisce nel 2015-16 in Serie A1.
Nel campionato 2017-18 viene ingaggiata dall'UYBA, in Serie A1, con cui nel campionato successivo conquista la Coppa CEV. Per l'annata 2019-20 si trasferisce all'Imoco di Conegliano, con cui vince la Supercoppa italiana, il campionato mondiale per club e la Coppa Italia, mentre nell'annata seguente si accasa alla Millenium Brescia.
Per il campionato 2021-22 firma per la neopromossa Megavolley, sempre nella massima divisione, mentre in quello successivo è in Serie A2, vestendo la maglia dalla Futura Giovani; milita in Serie A2 anche nella stagione 2023-24, difendendo questa volta i colori del Montecchio Maggiore.
Nell'annata 2024-25 torna in Serie A1 grazie all'ingaggio da parte del neopromosso Talmassons.

### Nazionale
Nel 2015 viene convocata nella nazionale italiana under 18, con cui vince la medaglia d'oro al campionato mondiale, mentre un anno dopo gioca sia con la nazionale under 19 che con quella under 23.
Riceve le prime convocazioni in nazionale maggiore nel 2019, aggiudicandosi la medaglia d'argento alla XXX Universiade.

## Palmarès

### Club
- Coppa Italia: 1

2019-20
- Supercoppa italiana: 1

2019
- Campionato mondiale per club: 1

2019
- Coppa CEV: 1

2018-19

### Nazionale (competizioni minori)
- Campionato mondiale under 18 2015
- Montreux Volley Masters 2019
- Universiade 2019